# 40000 (număr)
40000 (patruzeci de mii) este numărul natural care urmează după 39999 și precede pe 40001 într-un șir crescător de numere naturale.

## În matematică
40000:
- Este un număr par.[1][2]
- Este un număr compus.[3]
- Este un număr abundent.[4][5]
- Este un număr odios.[6][7]
- Este un număr rotund.[8][9]
- Este un pătrat (40000 = 2002).
- Este un număr palindromic[10] în bazele 19 (5FF519) și 39999 (1139999).

## În știință

### În astronomie
- 40000 este un asteroid din centura principală.

## În alte domenii
40000 se poate referi la:
- Lungimea, în kilometri, a unui cerc meridian.[11]